# ○○の魔術師一覧
○○の魔術師一覧（まるまるのまじゅつしいちらん）は、「○○の魔術師」の異名を持つ人物の一覧である。

## 五十音順

### あ行
- 新井淳一（あらい・じゅんいち） - 布の魔術師[1]
- イルコ・アレクサンダロフ - 光の魔術師[2][3]
- イオ・ミン・ペイ - 幾何学の魔術師[4][5]
- マイティ井上 - 和製マットの魔術師
- エマニュエル・ウンガロ - 色彩の魔術師[6][7]
- ギル・エヴァンス - 音の魔術師[8][9]
- トーマス・エジソン - メンロパークの魔術師
- エロール・ル・カイン - イメージの魔術師[10][11]
- 大塚正彦（おおつか・まさひこ） - 光の魔術師[12]
- 小曽根真（おぞね・まこと） - 鍵盤の魔術師[13]
- 落合陽一（おちあい・よういち） - 現代の魔術師[14][15]
- 恩田陸（おんだ・りく） - ノスタルジアの魔術師[16][17]

### か行
- エリック・カール - 絵本の魔術師、色の魔術師[18][19]
- エドワード・カーペンティア - マットの魔術師
- イタロ・カルヴィーノ - 文学の魔術師[20][21]
- ピエール・カルダン - 布の魔術師[22][23]
- エミール・ガレ - 光の魔術師[24]

### さ行
- マルク・シャガール - 色彩の魔術師[25][26]
- ミルト・ジャクソン - ヴァイヴの魔術師、ヴィブラフォンの魔術師[27][28]
- レオポルド・ストコフスキー - 音の魔術師[29][30]

### た行
- 高田繁（たかだ・しげる） - 壁際の魔術師[31]、塀際の魔術師[32]
- 武邦彦（たけ・くにひこ） - ターフの魔術師[33][34]
- 束子P（たわしぴー） - 空耳の魔術師[35]
- ジョージ・デューク - 鍵盤の魔術師[36]
- ラウル・デュフィ - 色彩の魔術師[37][38]

### は行
- ゲイリー・バートン - ヴィブラフォンの魔術師[39]
- ルーサー・バーバンク - 植物の魔術師[40][41]
- 久生十蘭（ひさお・じゅうらん） - 小説の魔術師[42][43][44]
- 平山菊二（ひらやま・きくじ） - 塀際の魔術師[45]。
- ミシェル・プラティニ - 右足の魔術師[46]
- フランク・ロイド・ライト - 空間の魔術師[47]
- ブライアン・ブロンバーグ - ベースの魔術師[48][49]
- ジュニーニョ・ペルナンブカーノ - フリーキックの魔術師[50][51]

### ま行
- インゴ・マウラー - 光の魔術師[52][53]
- ジョン・マクナリー - 光の魔術師[54]
- オッタヴィオ・ミッソーニ - ニットの魔術師、色の魔術師[55][56]
- ジョー・メデル - ロープ際の魔術師[57]

### ら行
- モーリス・ラヴェル - 管弦楽の魔術師、音の魔術師、オーケストレーションの魔術師[58][59][60]
- シュリニヴァーサ・ラマヌジャン - インドの魔術師[61]
- フランツ・リスト - ピアノの魔術師[62][63]
- リバウド - 左足の魔術師[64][65]
- ロベルト・リベリーノ - 左足の魔術師[66]
- レンブラント・ファン・レイン - 光と影の魔術師[67][68]